# 西北邊疆區

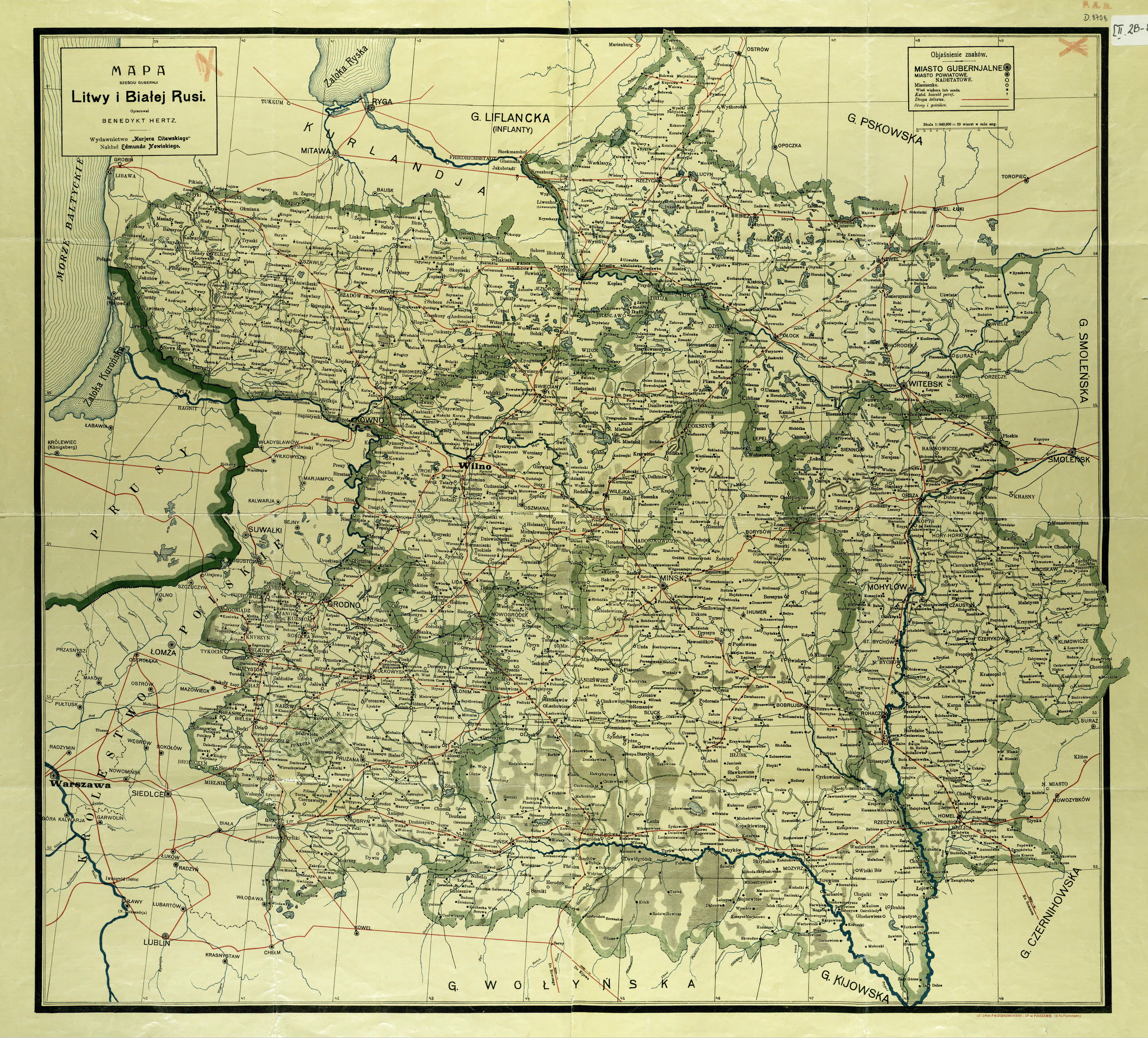
俄羅斯帝國之西北邊疆區

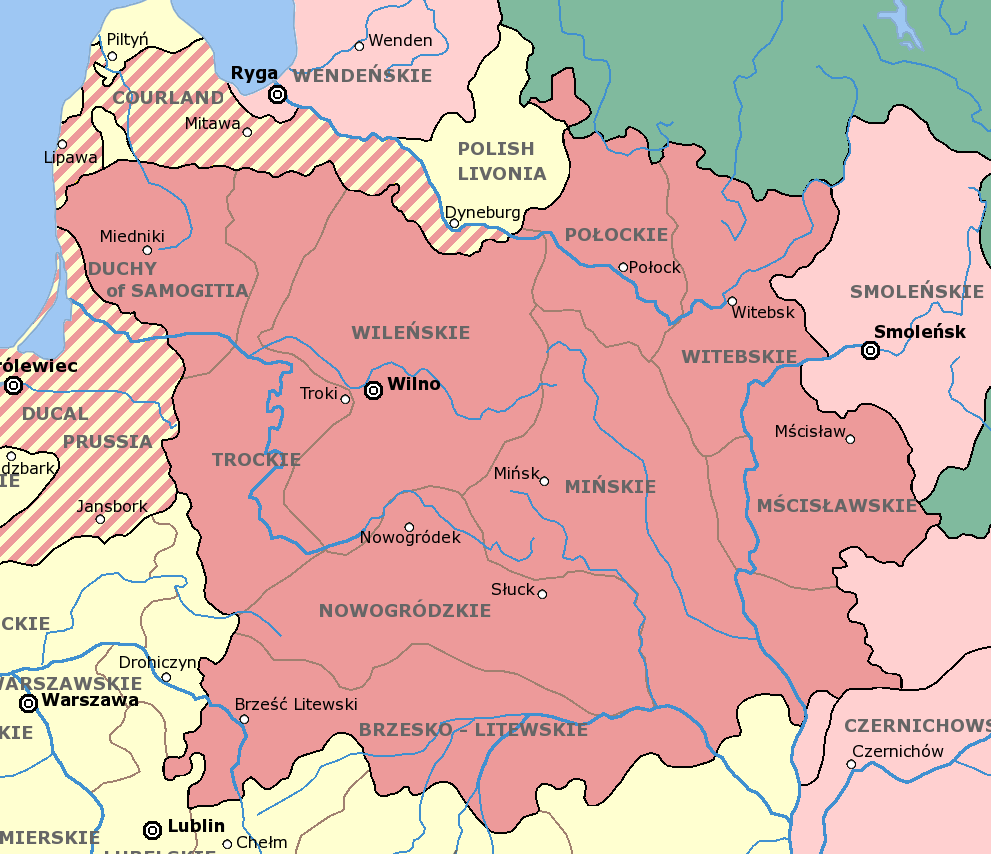
1771年之立陶宛大公國領土，與西北邊疆區範圍大致相符

西北邊疆區 (俄语：Северо-Западный край)是一個非正式的俄羅斯帝國行政區劃。它是由俄羅斯瓜分波蘭後取得之前立陶宛大公國領土所構成，以維爾納(現名維爾紐斯)為政經中心。西北邊疆區與西南邊疆區一同構成俄羅斯帝國之西部邊疆區。

## 組成
西北邊疆區由六個省組成:
- 維爾納總督區:
  - 維爾納省
  - 科夫諾省
  - 格羅德諾省
- 明斯克省
- 莫吉廖夫省
- 維捷布斯克省